# 果子园乡
果子园乡，是中华人民共和国安徽省六安市金寨县下辖的一个乡镇级行政单位。

## 行政区划
果子园乡下辖以下地区：
吴湾村、白纸棚村、牛食畈村、龙墩村、果子园村、姚冲村、佛堂坳村和白果村。